# زغبورة مسوقة
زغبورة مسوقة (الاسم العلمي:Stigmella caulescentella) هي نوع من الحشرات تتبع جنس الزغبورة من فصيلة السليلات.